# Raja chinensis
Raja chinensis és una espècie de peix de la família dels raids i de l'ordre dels raïformes.
És un peix marí, de clima subtropical i demersal. Es troba a l'oceà Pacífic nord-occidental: la Xina.
És inofensiu per als humans.